# 羅亞爾鎮區 (堪薩斯州福特縣)
羅亞爾鎮區（英語：Royal Township）為美國堪薩斯州福特縣轄下的鎮區。2010年美国人口普查中此鎮區人口有207人。

## 地理
羅亞爾鎮區涵蓋總面積為185.7平方（71.70平方英里），其中陸地面積為185.6平方（71.65平方英里），水域面積為0.13平方（0.05平方英里）或0.07%。海拔高度797（2,615英尺）。

## 人口統計
根據2010年美國人口普查，羅亞爾鎮區人口有207人，其中男性有104人，女性有103人，人口密度為每平方公里1.12人，住房計77戶。鎮區內的白人有200人，非裔美國人有0人，美洲原住民有0人，亞裔美國人有0人，太平洋島裔美國人有0人，其他種族有6人，混血種族則有1人。此外鎮區內有13人為西班牙裔或拉丁裔美國人。此鎮區之年齡中位數為41.5歲，而男性年齡中位數為43.5歲，女性年齡中位數為39.8歲。